# Оле-Крістіан Толлефсен
Оле-Крістіан Толлефсен (норв. Ole-Kristian Tollefsen; 6 червня 1984, м. Осло, Норвегія) — норвезький хокеїст, захисник. Виступає за «Фер'єстад» (Карлстад) у Шведській хокейній лізі.
Виступав за ХК «Ліллегаммер», «Брендон Віт-Кінгс» (ЗХЛ), «Сірак'юс Кранч» (АХЛ), «Дейтон Бомберс» (ECHL), «Колумбус Блю-Джекетс», «Філадельфія Флайєрс», «Гранд-Репідс Гріффінс» (АХЛ), МОДО (Ерншельдсвік).
В чемпіонатах НХЛ — 163 матчі (4+6).
У складі національної збірної Норвегії учасник зимових Олімпійських іграх 2010 і 2014 (7 матчів, 0+0), учасник чемпіонатів світу 2004 (дивізіон I), 2005 (дивізіон I), 2010, 2011, 2012, 2013 і 2015 (30 матчів, 1+3). У складі молодіжної збірної Норвегії учасник чемпіонатів світу 2002 (дивізіон I), 2003 (дивізіон I) і 2004 (дивізіон I). У складі юніорської збірної Норвегії учасник чемпіонатів світу 2001 і 2002.
Досягнення
- Срібний призер чемпіонату Швеції (2014)